# Stanislas Dehaene

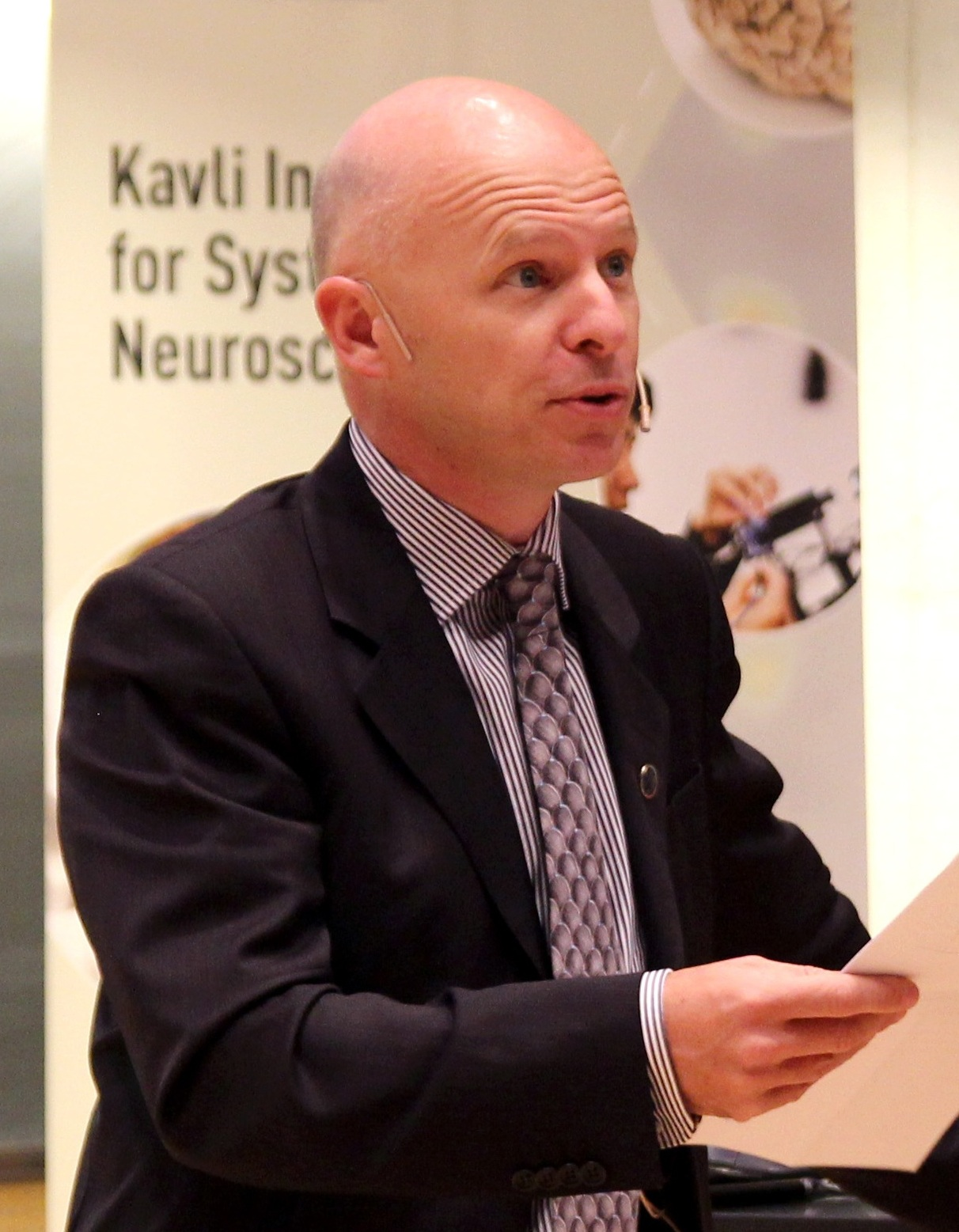
Stanislas Dehaene 2014

Stanislas Dehaene (* 12. Mai 1965 in Roubaix) ist ein französischer Neurowissenschaftler und Professor am Collège de France. Sein Hauptarbeitsgebiet ist die kognitive Neurowissenschaft und hier insbesondere die numerische Kognition und die Theorie der neuronalen Korrelate des Bewusstseins. Dehaene gehört zu den einflussreichsten Forschern im Bereich der mentalen Verarbeitung mathematischer Probleme und hat die kognitionswissenschaftliche Debatte in Frankreich maßgeblich beeinflusst.

## Leben
Nach einem Studium der Mathematik an der École normale supérieure 1984 bis 1989 wandte sich Dehaene der Neurowissenschaft zu, wozu er durch Jean-Pierre Changeuxs einflussreiches Buch L’Homme neuronal inspiriert wurde. Nach seinem PhD in Psychologie arbeitete Dehaene unter anderem in der Forschungsgruppe von Michael Posner an der University of Oregon.
Von 1997 bis 2005 war er Forschungsdirektor am Institut national de la santé et de la recherche médicale (INSERM, Nationales französisches Institut für medizinische Forschung).
Seit 2005 ist er Leiter des Instituts für experimentelle Kognitionspsychologie am Collège de France. Er ist Mitherausgeber der Zeitschriften Science, Cognition und Frontiers in Neurosciences, außerdem Beiratsmitglied von NeuroImage, PLoS Biology und Mind Brain and Education.
2001 erhielt Dehaene den Jean-Louis-Signoret-Preis. 2003 wurde ihm für seine Arbeiten im Bereich der numerischen Kognition der Louis D. Preis des Institut de France verliehen, 2012 den Prix Roger de Spoelberch und 2014 der Brain Prize. Dehaene war zudem Präsident der Association for the Scientific Study of Consciousness. Seit 2009 ist er ordentliches Mitglied der Academia Europaea, seit 2010 der National Academy of Sciences, der American Philosophical Society sowie der British Academy, seit 2023 auswärtiges Mitglied der Royal Society. 2014 wurde er in die EMBO gewählt. Für 2020 wurde Dehaene der Rumelhart-Preis zugesprochen, für 2024 der Atkinson Prize in Psychological and Cognitive Sciences.

## Leistungen
Bekannt ist Dehaene insbesondere für seine Erforschung der mentalen Verarbeitung mathematischer Probleme. In der Forschung stützt er sich neben kognitionspsychologischen Methoden insbesondere auf bildgebende Verfahren (Elektroenzephalografie (EEG) und Magnetresonanztomographie (MRT)), die nach Dehaene zeigen, dass beim Lösen mathematischer Probleme primär Bereiche des Frontal- und des Parietallappens aktiv sind. In eine ähnliche Richtung weisen neurologische Studien zu Gehirnläsionen.
Dehaene argumentiert zudem, dass auch Tiere und Kinder im Alter von 6 Monaten einen elementaren „Zahlensinn“ haben. So wurden Ratten darauf trainiert, Aktionen 8 oder 16 mal durchzuführen, um zu Nahrung zu gelangen. Bei Kindern nahm die Aufmerksamkeit zu, wenn man nach mehrmaliger Präsentation von 16 Punkten ein Bild mit 8 Punkten präsentierte. Dabei wurde darauf geachtet, dass der Aufmerksamkeitswechsel nicht durch Randbedingungen (etwa die Fläche, die die Punkte einnehmen) beeinflusst wurde. Es veränderte sich zudem die Aufmerksamkeit, wenn die Verhältnisse von Punktverteilungen verändert wurden (zunächst etwa das Verteilungsverhältnis 2:1, danach 3:2).
Im Folgenden versucht Dehaene eine evolutionäre und kognitionswissenschaftliche Erklärung für die Entwicklung der numerischen Kognition zu geben: „Weil wir in einer Welt von diskreten und beweglichen Objekten leben, ist das Extrahieren von Nummern sehr nützlich. Sie können helfen, Feinde aufzuspüren oder den besten Platz für die Futtersuche auszuwählen, um nur zwei Beispiele zu erwähnen. Dies ist der Grund, warum die Evolution die Gehirne von uns und vielen Tieren mit einfachen numerischen Mechanismen ausgestattet hat. In Tieren sind diese Mechanismen sehr einfach […]. Wir Menschen haben zudem die Fähigkeit zu Sprache und symbolischer Vorstellung. Dies hat es uns ermöglicht, exakte mentale Repräsentationen für große Zahlen und Algorithmen für präzise Kalkulationen zu entwickeln.“
In den letzten Jahren hat sich Dehaene zunehmend einer allgemeinen Theorie des Bewusstseins zugewandt, wobei er sich insbesondere auf Bernard Baars’ Theorie des globalen Arbeitsraums (Global Workspace Theory) bezieht. Baars argumentiert, dass kognitive Prozesse genau dann bewusst werden, wenn sie in einem globalen Arbeitsraum präsentiert und somit für andere kognitive Prozesse zugänglich werden. Eine Wahrnehmung wird etwa bewusst, wenn sie in diesen Arbeitsraum gelangt und dadurch Objekt des expliziten Nachdenkens, Lernens, Problemlösens oder Erinnerns werden kann. Dehaene versucht, Baars’ weitgehend psychologisches Modell auf ein gehirnphysiologisch realistisches Fundament zu stellen.

## Schriften
- (Ed.): Numerical Cognition (Cognition, special issue). Blackwell, Oxford 1993, ISBN 1-55786-444-6.
- (Ed.): Le Cerveau en action: l'imagerie cérébrale en psychologie cognitive. Presses Universitaires de France, Paris 1997, ISBN 2-13-048270-8.
- La Bosse des maths. Odile Jacob, Paris 1997, ISBN 0-7139-9170-4 (englisch: The number sense. How the Mind Creates Mathematics). Oxford University Press, New York 1997; Penguin Press, Cambridge 1997, ISBN 978-0-19-513240-3.
  - deutsch: Der Zahlensinn oder Warum wir rechnen können. Birkhäuser, Basel 1999, ISBN 3-7643-5960-9).
- (Ed.): The Cognitive Neuroscience of Consciousness. MIT Press, Cambridge, MA 2001, ISBN 0-262-54131-9.
- mit Duhamel, J.R., Hauser, M. und Rizzolatti, G. (Eds): From Monkey Brain to Human Brain. MIT Press, Cambridge, MA 2005, ISBN 0-262-04223-1.
- Vers une science de la vie mentale [Antrittsvorlesung am Collège de France]. Fayard, Paris 2007, ISBN 2-213-63084-4.
- Les Neurones de la Lecture. Odile Jacob, Paris 2007 (englisch: Reading in the Brain. The Science and Evolution of a Human Invention). Viking, New York 2009, ISBN 978-0-670-02110-9-
  - deutsch: Lesen. Die größte Erfindung der Menschheit und was dabei in unseren Köpfen passiert. Knaus, München 2010, ISBN 978-3-8135-0383-8).
- Consciousness and the Brain. Deciphering How the Brain Codes Our Thoughts. Viking, New York 2014, ISBN 978-0-670-02543-5.
  - deutsch: Denken: Wie das Gehirn Bewusstsein schafft. Albrecht Knaus Verlag (Random House), München 2014, ISBN 978-3-8135-0420-0 (Print), ISBN 978-3-641-14774-7 (E-Book).
- How We Learn: The New Science of Education and the Brain. Allen Lane, London 2020, ISBN 978-0-2413-6646-2.